# Pfarrwerfen
Pfarrwerfen è un comune austriaco di 2 211 abitanti nel distretto di Sankt Johann im Pongau, nel Salisburghese.